# Silvia Sarni
Silvia Sarni (Foggia, 16 settembre 1987) è una cestista italiana.
È alta 188 cm e gioca nel ruolo di ala-pivot.

## Carriera
Inizia a giocare a Foggia nelle giovanili della formazione locale, per poi passare nel 2003, giovanissima, nella prima squadra di Napoli, militante in serie A-1, dove vince la FIBA Cup nel 2005.
Resta sempre legata alla società partenopea, ad eccezione di due brevi parentesi a Pozzuoli, in A-2, e Como.
Nel 2010 si trasferisce a Taranto dove però trova poco spazio e quindi nella sessione invernale viene tesserata in prestito nel Club Atletico Faenza.
Nella stagione 2012-13 con la Passalacqua Ragusa ha ottenuto la promozione in Serie A1 ed è arrivata in finale della Coppa Italia di categoria.

## Statistiche

### Presenze e punti nei club
Statistiche aggiornate al 30 giugno 2013
| Stagione        | Squadra                       | Competizione | Partite | Partite | Partite | Statistiche tiro | Statistiche tiro | Statistiche tiro | Altre statistiche | Altre statistiche | Altre statistiche | Altre statistiche | Altre statistiche |
| Stagione        | Squadra                       | Competizione | Pres.   | Titol.  | Minuti  | Tiri da 2        | Tiri da 3        | Liberi           | Rimb.             | Assist            | Rubate            | Stopp.            | Punti             |
| --------------- | ----------------------------- | ------------ | ------- | ------- | ------- | ---------------- | ---------------- | ---------------- | ----------------- | ----------------- | ----------------- | ----------------- | ----------------- |
| 2003-2004       | Phard Napoli                  | Serie A1     | 13      |         | 114     | 13/24            | 0/1              | 5/8              | 27                | 4                 | 5                 |                   | 33                |
| 2004-2005       | Phard Napoli                  | Serie A1     | 4       | 0       | 45      | 9/15             | 0                | 1/2              | 7                 | 3                 | 8                 | 0                 | 19                |
| '05-ott. '05    | Phard Napoli                  | Serie A1     | 3       | 0       | 13      | 3/4              | 0                | 0                | 2                 | 0                 | 0                 | 0                 | 6                 |
| ott. '05-'06    | Italmoka Sogesi Pozzuoli      | Serie A2     | 29      | 0       | 337     | 48/127           | 11/45            | 23/37            | 128               | 16                | 23                | 3                 | 163               |
| '06-gen. '07    | Phard Napoli                  | Serie A1     | 7       | 0       | 35      | 2/3              | 1/3              | 2/4              | 9                 | 0                 | 4                 | 1                 | 11                |
| gen. '07-'07    | Maddaloni Basket              | Serie A1     | 20      | 11      | 634     | 36/85            | 13/39            | 23/35            | 70                | 9                 | 18                | 3                 | 134               |
| 2007-2008       | Pool Comense                  | Serie A1     | 25      | 19      | 563     | 35/90            | 14/39            | 11/14            | 69                | 10                | 18                | 1                 | 123               |
| 2008-2009       | Pool Comense                  | Serie A1     | 21      | 5       | 306     | 18/40            | 5/33             | 7/13             | 48                | 1                 | 8                 | 0                 | 58                |
| 2009-2010       | Napoli Basket Vomero          | Serie A1     | 30      | 21      | 707     | 33/103           | 16/40            | 17/22            | 97                | 10                | 44                | 7                 | 131               |
| '10-dic. '10    | Cras Taranto                  | Serie A1     | 4       | 0       | 36      | 7/9              | 0/2              | 0                | 7                 | 2                 | 1                 | 0                 | 14                |
| dic. '10-'11    | Officine Digitali Faenza      | Serie A1     | 16      | 5       | 271     | 15/44            | 3/26             | 3/4              | 32                | 8                 | 12                | 0                 | 42                |
| 2011-2012       | Passalacqua Spedizioni Ragusa | Serie A2     | 23      | 13      | 599     | 58/121           | 11/49            | 26/37            | 154               | 9                 | 31                | 10                | 175               |
| 2012-2013       | Passalacqua Spedizioni Ragusa | Serie A2     | 26      | 1       | 516     | 39/92            | 11/41            | 30/33            | 113               | 7                 | 23                | 5                 | 141               |
| Totale carriera |                               |              |         |         |         |                  |                  |                  |                   |                   |                   |                   |                   |

### Cronologia presenze e punti in Nazionale
| Cronologia completa delle presenze e dei punti in Nazionale - Italia | Cronologia completa delle presenze e dei punti in Nazionale - Italia | Cronologia completa delle presenze e dei punti in Nazionale - Italia | Cronologia completa delle presenze e dei punti in Nazionale - Italia | Cronologia completa delle presenze e dei punti in Nazionale - Italia | Cronologia completa delle presenze e dei punti in Nazionale - Italia | Cronologia completa delle presenze e dei punti in Nazionale - Italia | Cronologia completa delle presenze e dei punti in Nazionale - Italia |
| Data                                                                 | Città                                                                | In casa                                                              | Risultato                                                            | Ospiti                                                               | Competizione                                                         | Punti                                                                | Note                                                                 |
| -------------------------------------------------------------------- | -------------------------------------------------------------------- | -------------------------------------------------------------------- | -------------------------------------------------------------------- | -------------------------------------------------------------------- | -------------------------------------------------------------------- | -------------------------------------------------------------------- | -------------------------------------------------------------------- |
| 25/07/2008                                                           | Bormio                                                               | Italia                                                               | 66 - 58                                                              | Lituania                                                             | Torneo amichevole                                                    | 0                                                                    | [ 4 ]                                                                |
| 26/07/2008                                                           | Bormio                                                               | Italia                                                               | 66 - 69                                                              | Belgio                                                               | Torneo amichevole                                                    | 4                                                                    | [ 5 ]                                                                |
| 16/02/2011                                                           | Parma                                                                | Italia                                                               | 63 - 77                                                              | World Stars                                                          | Amichevole                                                           | 2                                                                    | [ 6 ]                                                                |
| 21/01/2013                                                           | Chieti                                                               | CUS Chieti                                                           | 35 - 75                                                              | Italia                                                               | Amichevole                                                           | 2                                                                    | [ 7 ]                                                                |
| Totale                                                               |                                                                      | Presenze                                                             | 4                                                                    |                                                                      | Punti                                                                | 8                                                                    |                                                                      |

## Palmarès
- Campionato italiano di Serie A2: 1
V. Eirene Ragusa: 2012-13